# Hyposmocoma mimica
Hyposmocoma mimica — вид моли эндемичного гавайского рода Hyposmocoma.

## Распространение
Встречается на острове Молокаи.